# Scotophaeus kalimpongensis
Scotophaeus kalimpongensis är en spindelart som beskrevs av Gajbe 1992. Scotophaeus kalimpongensis ingår i släktet Scotophaeus och familjen plattbuksspindlar. Inga underarter finns listade i Catalogue of Life.